# ダイイチ (帯広市)
株式会社ダイイチ（英: DAIICHI CO.,LTD.）は、北海道帯広市に本社を置くスーパーマーケットチェーン。道内初となるセルフサービス方式のスーパーマーケットを開いた。

## 歴史
1958年（昭和33年）7月に若園栄が発起人となって帯広の若手経済人など30人が出資して「株式会社帯広フードセンター」を設立し、本店（後のダイイチ壱号店）を帯広市西1条南10丁目に開店したのが始まりである。
この店舗は、北海道内初のセルフサービス方式のスーパーマーケットであった。
この設立と開業は、セルフサービス方式によるスーパーマーケットを紀ノ国屋が東京で日本で初めて開業したことに刺激を受けたものであった。
初代社長には設立発起人であった若園栄が就任したが、1960年（昭和35年）に40歳で心筋梗塞に倒れたため、寺西鉱一が2代目社長に就任した。
ところが、労働組合運動との衝突で経営陣が交代することになり、その選考を担う形となった医者の川上直平が社長に就任して経営に当たるようになった。

### 商号変更後
1963年（昭和38年）11月、旭川市に出店のため、「株式会社第一スーパー」へ商号を変更し、1991年（平成3年）12月に「株式会社ダイイチ」へ商号を変更した。
1966年（昭和41年）に帯広配送センターを開設し、1988年（昭和63年）に帯広市内に総菜センター開設するなど自社センターを活用した合理化にも早くから取り組んでいる。
その後は帯広市内などへ店舗を展開し、「福原（フクハラ）」や「いちまる」、「オーケー（フジトモ）」と並ぶ帯広の地場資本のスーパーマーケットに成長した。
なお、この4社の間では出店する地区を事実上すみ分けて商圏が重なることに伴う過当競争を避け、共存共栄する暗黙の合意があったと言われており、結果的に1999年（平成11年）の北海道内のスーパーマーケット上位20社に「フクハラ」と「いちまる」に加えて当社という帯広地区3社が入ることになった。
また、1996年（平成8年）以降は売場面積約500坪規模の店舗を出店し、従来の売場面積約200～300坪の店舗を閉鎖するスクラップアンドビルドも行っている。
その結果、2011年（平成23年）5月には中小型店は19店中5店まで減少した。
なお、この間にJCBと提携して日本国内のスーパーマーケットでは初めて非接触型ICカード（QUICPay）を付加し、会員カードとクレジットカードの機能をも併せ持つ「ダイイチQUICPay（クイックペイ）／JCBカードLINDA-mia」を導入することになり、2006年（平成18年）5月20日から加入受け付けを始めることになった。

### 他社との提携や買収
オール日本スーパーマーケット協会（AJS）に1994年（平成6年）に加盟、2023年10月現在北海道内で唯一の加盟企業である。
2009年（平成21年）2月には同じ帯広市を本拠地とする地場資本の百貨店の「藤丸」から株式会社オーケーの全株式を買い取って完全子会社化した.
その後、2011年（平成23年）11月17日には同じ帯広市を本拠地とする「いちまる」と資本・業務提携に関する基本協定を締結し、2012年（平成24年）2月に「いちまる」の第三者割当増資を引き受けて同社の発行済み株式の14.8%を取得して同年4月からは一部商品の共同配送などの業務提携を開始し、地場資本のスーパー連合で共同仕入れなどを行うことでアークスなどの大手への対抗を目指した。
しかし、この資本・業務提携はほとんど効果を上がらなかった。
そのため、当社は2013年（平成25年）7月23日にイトーヨーカ堂から30%の出資を受けて資本・業務提携することを発表し、「いちまる」は同年10月2日にマックスバリュ北海道と資本・業務提携を発表するなど各々が別の大手と資本・業務提携したため、同年11月末に正式に「いちまる」との資本・業務提携は解消されることになった。
2023年、イトーヨーカ堂が出店地域を縮小する方針となったことを受け、イトーヨーカ堂の出店が検討されていたものの断念されたCOCONO SUSUKINOのスーパーマーケットとして当社が出店する（2023年11月30日開店）、イトーヨーカ堂が2024年6月に撤退予定のイトーヨーカドー帯広店の食品売り場に当社が後継で出店する予定であることが明らかになるといった動きがあった。これに先立ち、ダイイチとイトーヨーカ堂が協力し、北海道内のイトーヨーカドー店舗の運営を分社化する構想があった。道内のイトーヨーカドー店舗の食品売り場のみをダイイチに継承する予定であったが、土壇場になって衣料売り場、住居・余暇売り場も含めた分社化に切り替わり、ダイイチ側は衣料、住居余暇部門を合わせた分社化には協力できないとし破談となった。このことにより、イトーヨーカ堂は北海道から撤退することを決定したという。
また、2024年2月9日にイトーヨーカ堂が北海道からの撤退を正式発表した際には、イトーヨーカドーアリオ札幌店跡の食品売場部分に引き継ぎ出店することを発表している。
2024年秋頃千歳市に開業予定で、DCM、ケーズデンキ、サツドラなども出店予定のランドブレイン千歳モールへの出店を予定している。

## 沿革
- 1958年（昭和33年）7月 - 「株式会社帯広フードセンター」を設立[7]。（1961年（昭和36年）設立の札幌フードセンター（後のマックスバリュ北海道、現・イオン北海道）とは無関係）
- 1963年（昭和38年）11月 - 旭川市に出店のため「株式会社第一スーパー」に社名変更[7][10]。
- 1966年（昭和41年） - 帯広配送センターを開設[9]。
- 1988年（昭和63年） - 帯広市内に総菜センター開設[9]。
- 1991年（平成3年）11月 - 「株式会社ダイイチ」に変更[7]。
- 1994年（平成6年）10月 - オール日本スーパーマーケット協会に加盟。
- 2000年（平成12年）4月 - 株式を店頭公開[9]（現在のジャスダック）。
- 2004年（平成16年）7月16日 - 八軒店を開店し、札幌に進出[36][37] 。
- 2008年（平成20年）9月29日 - 本社・帯広本部を帯広市西20条南1-14-47に移転[38]。
- 2009年（平成21年）
  - 2月 - 「藤丸」から株式会社オーケーの全株式を買い取り、完全子会社化[18]。
  - 3月1日 - 旭川市内8店舗でレジ袋を有料化[39][40]。
- 2011年（平成23年）11月17日 - 同業のいちまる（本社:帯広市）と資本・業務提携[19][20]。
- 2012年（平成24年）3月14日 - 札幌証券取引所に上場[2][2]。
- 2013年（平成25年）
  - 7月23日 - イトーヨーカ堂と資本・業務提携[23]。
  - 11月2日 - セブン&アイのプライベートブランド商品の販売を開始[41][24]。
  - 11月末 - いちまるとの業務提携を解消[27]。
- 2016年（平成28年）
  - 10月1日 - 株式会社オーケーを吸収合併。
- 2021年（令和3年）
  - 8月31日 - 創業店で道内初のセルフサービス式のスーパーマーケットだった壱号店が閉店[6]。

## 店舗
帯広市やその近郊のほか、旭川市、札幌市、恵庭市、千歳市にも出店している。

### 帯広ブロック
- 帯広市 
  - 東店（2000年（平成12年）10月に旧店舗から新築移転[13]、東4条南12丁目「帯広協会病院」跡[42]）
  - 啓北店
  - 白樺店（1998年（平成10年）4月に開店[13]、白樺16条西2丁目[42]、売場面積2,640m2[42]）
  - みなみ野店（1999年（平成11年）4月に開店[13][43]、SC売場面積9,266m2[43]）
  - 自衛隊前店（2010年（平成22年）6月18日に開店[14][44]、南町南6線[45][広報 1]）
  - 稲田店（2024年（令和6年）9月27日に開店[46]、閉店したイトーヨーカドー帯広店の食品売場跡地に出店[47]）
- 芽室町
  - めむろ店（1996年（平成8年）8月に新芽室店として開店[13][48]、売場面積5,543m2[49]）
- 幕別町
  - 札内店（2002年（平成14年）3月に開店[9][13]）
- 音更町
  - 音更店（2013年（平成25年）11月2日開店[50][41]）
  - オーケー店（木野大通西17[51]、2009年2月にオーケーを子会社化した[52]）

### 旭川ブロック
- 旭川市 
  - 西店
  - 東光店（東光12の6[53]、ショッピングプラザ東光内）
  - 末広店（末広1の7[54]、1977年（昭和52年）5月に開店[10]、バス停横に駐輪場を設置してバスから自転車に乗り換える「サイクル&バスライド事業」の対象となっている[54]）
  - 東旭川店（東旭川北1の1[55]、2000年（平成12年）4月に開店[10][13]）
  - 旭町店（2003年（平成15年）7月22日に旭町ショッピングセンターの核店舗として開店[56][13]）
  - 二条通店（2005年（平成17年）3月26日に開店[57][58][13]）
  - 花咲店（2010年（平成22年）7月23日に開店[44][広報 2]）

### 札幌ブロック
- 札幌市西区

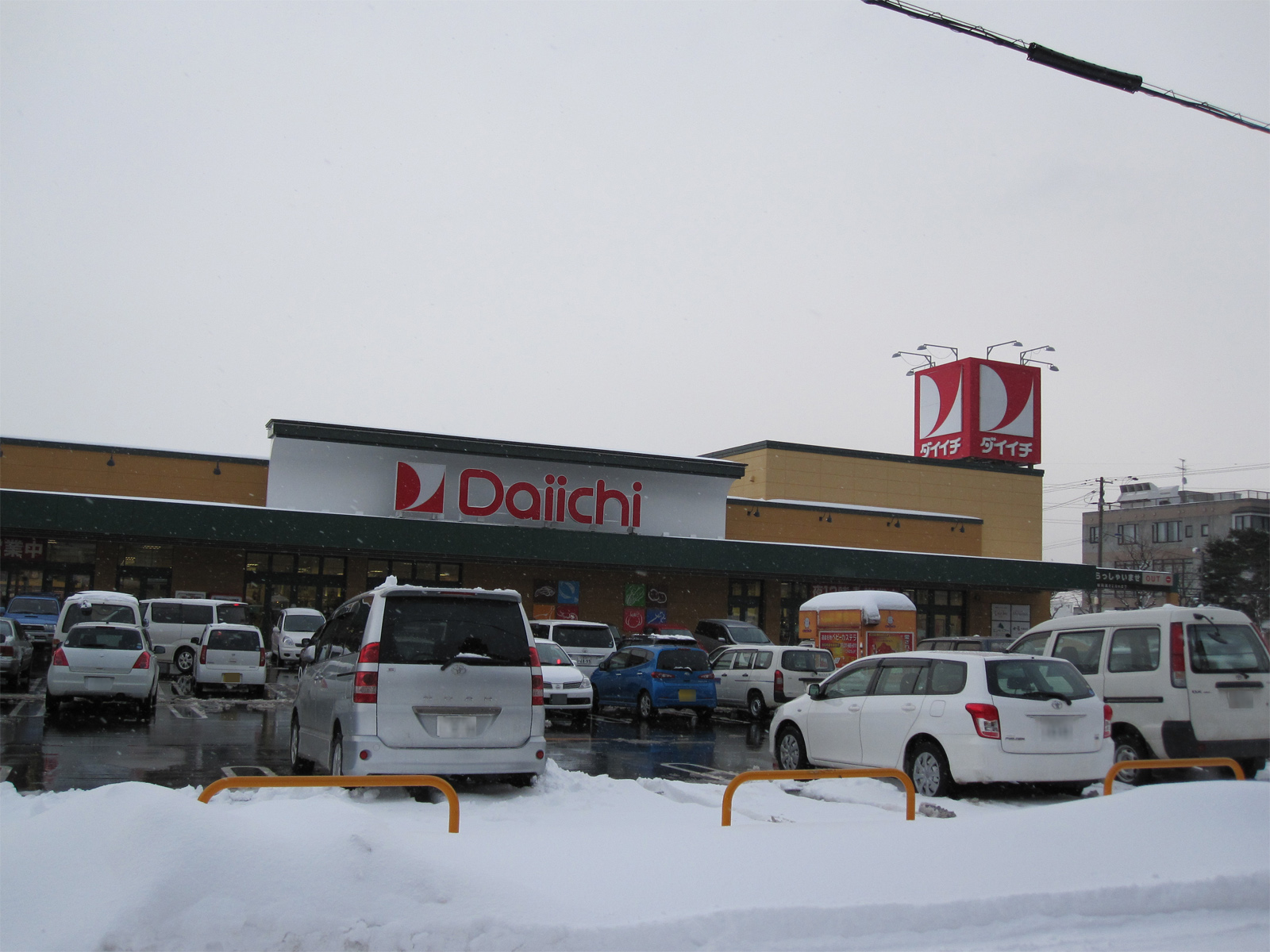
白石神社前店（北海道札幌市）

  - 八軒店（2004年（平成16年）7月16日に札幌1号店として開店[36][37][59]）
  - 発寒中央駅前店（2011年（平成23年）12月22日に開店、JR発寒中央駅前[広報 3][60][61]）
- 札幌市白石区
  - 白石神社前店（2008年（平成20年）7月5日、札幌2号店として開店[13][16][広報 4]）
- 札幌市清田区
  - 清田店（2013年（平成25年）11月30日に開店[50][広報 5]）
- 札幌市豊平区
  - 平岸店（2021年（令和3年）11月6日開店[62][63]）
- 札幌市中央区
  - すすきの店（2023年（令和5年）11月30日に開店、COCONO SUSUKINO地下2階[64]）
- 札幌市東区
  - アリオ札幌店（2025年（令和7年）3月21日に開店、アリオ札幌1階（イトーヨーカドーアリオ札幌店食品売場を承継））[65]
- 恵庭市
  - 恵み野店（2015年（平成27年）4月10日に開店[66][広報 6]、フレスポ恵み野内）
- 千歳市
  - 千歳店（2024年（令和6年）11月8日に開店[67]、ランドブレイン千歳モール内）

### 過去に存在した店舗

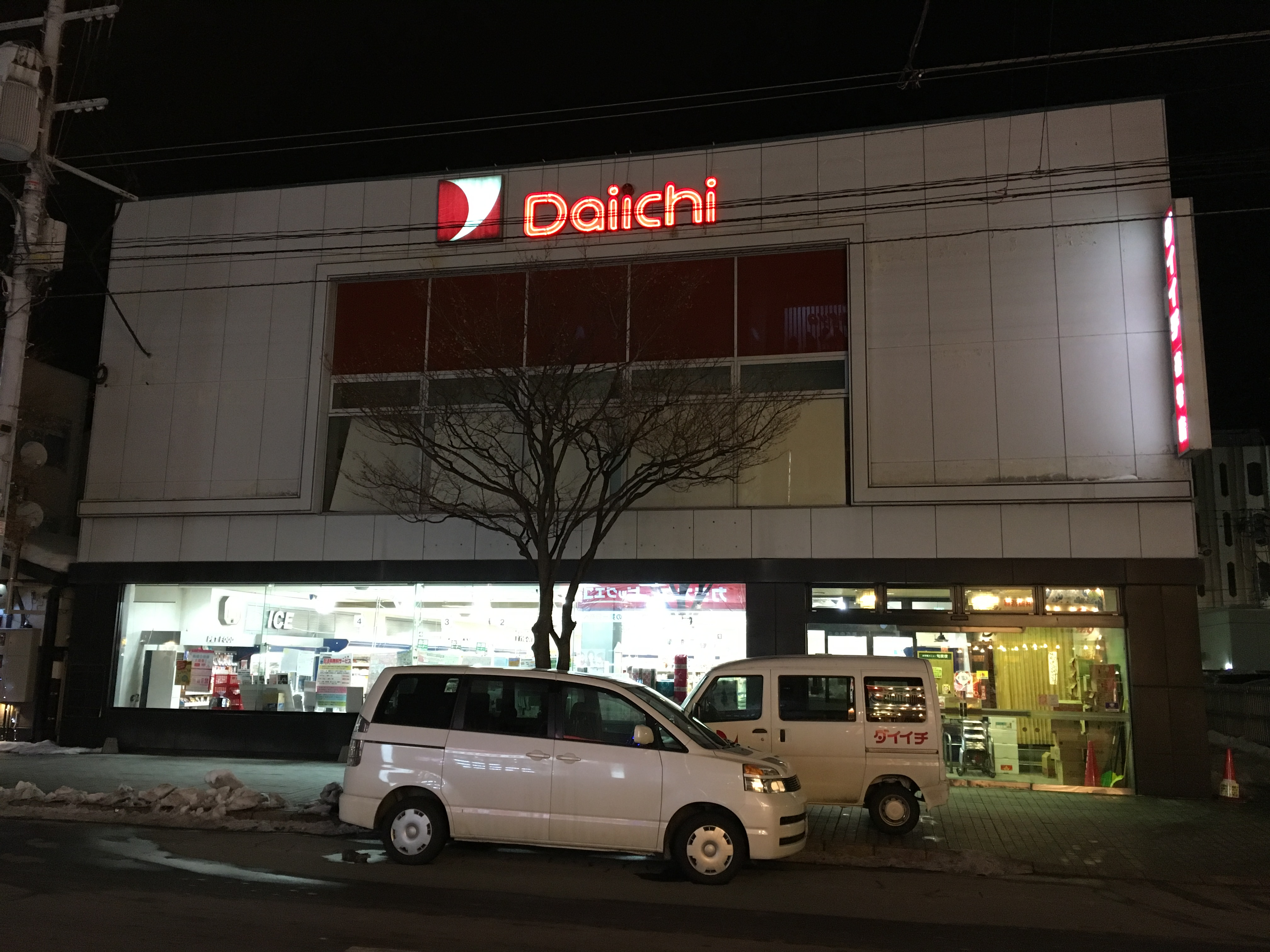
壱号店（2017年2月）

- （初代）東店（帯広市） - 東5条南11丁目、売場面積760m2[42]
- 光南店（帯広市） - 2002年9月29日閉店[68]
- アスパ店（旭川市） - 2005年3月15日閉店[69][58]
- 西8条店（帯広市） - 2008年3月31日閉店[70][13]
- ブックセンター（芽室町） - めむろ店内の書籍専門店。2009年5月10日閉店[71]
- ハーモニー店（帯広市） - 2010年6月13日閉店[72][44]
- 北斗店（旭川市） - 2010年7月7日閉店[73][44]
- 神居店（旭川市） - 2010年7月17日閉店[73][44]
- 帯広びっくり市（帯広市） - 2012年11月4日閉店[74]
- 西帯びっくり市（帯広市） - 2013年9月29日閉店[74]
- 上富良野店（上富良野町） - 1996年4月に開店[13]。2013年9月30日閉店[75]し10月7日付で道北アークスへ譲渡[50]
- 豊岡店（旭川市） - 2017年10月6日にホクレンショップ跡地に出店したものの、2020年3月8日に閉店[76][77][78]
- 壱号店（帯広市） - 旧本店（創業店）[9][6]、西1条南10丁目[8]、2021年8月31日で閉店[6][79]

## おはぎ
ダイイチは惣菜部門にも力を入れており、中でも「おはぎ」が人気商品として知られている。おはぎで知られる仙台市太白区の秋保温泉にあるスーパー「さいち」から作り方を学んだものであり、地元メディアでもしばしば取り上げられる。店舗によっては1日1,000個を完売することもあるという。

#### 広報資料・プレスリリースなど一次資料
1. ↑  “株式会社 ダイイチ 企業情報”.(株式会社ダイイチ).(2010年6月18日)
2. ↑  “株式会社 ダイイチ 企業情報”.(株式会社ダイイチ).(2010年7月23日)
3. ↑  “株式会社 ダイイチ 企業情報”.(株式会社ダイイチ).(2011年12月22日)
4. ↑  “株式会社 ダイイチ 企業情報”.(株式会社ダイイチ).(2008年7月5日)
5. ↑  “株式会社 ダイイチ 企業情報”.(株式会社ダイイチ).(2013年11月30日)
6. ↑  “株式会社 ダイイチ 企業情報”.(株式会社ダイイチ).(2015年4月10日)